# Diego de Riaño y Gamboa
Diego de Riaño y Gamboa (Burgos, 1589-Rabé de las Calzadas, 11 de septiembre de 1663) fue un eclesiástico, jurista y hombre de estado español.

## Biografía
Fue el segundogénito hijo de Diego de Riaño y Mazuelo (m. 1616), natural de Burgos, comerciante, regidor de la villa y familiar del Santo Oficio, y de Magdalena de Gamboa y Avendaño, natural de Bilbao. Tuvo por hermanos a Francisco, que fue corregidor de Jerez y gobernador de La Habana; Juan y Pedro, caballeros de la orden de Malta; Martín, general de la orden de San Benito; Antonio, caballero calatravo; Magdalena; y Miguel, que murió en la guerra de Flandes.
Estudiante del Colegio Mayor de San Bartolomé de la universidad de Salamanca, de donde salió licenciado en cánones en 1614, fue catedrático de decretales y de cánones durante cuatro años, hasta que en 1618 salió fiscal de la Chancillería de Valladolid; oidor de la de Granada en 1628, fiscal del Consejo de Castilla en 1633 y oidor del mismo al año siguiente, presidente de la Chancillería de Valladolid en 1642, comisario general de cruzada en 1646 y presidente del Consejo de Castilla en 1648.
Fue trece y caballero de la Orden de Santiago, arcediano de Cuenca y obispo electo de Jaén aunque rechazó esa sede. En enero de 1658 Felipe IV le honró con el vizcondado de Villagonzalo de Pedernales, que cedió a su sobrino Juan, pero muerto éste en la guerra con Portugal el título retornó a don Diego; en 1659 recibió el mismo rey instituyó para él el condado de Villariezo.
Aquejado de gota e incapacitado para llevar a cabo sus tareas, en 1662 renunció a sus cargos públicos y se retiró a su palacio de Rabé de las Calzadas, donde murió al año siguiente. Tal como dejó establecido en su testamento, fue enterrado junto a sus familiares en el convento benedictino de San Juan de Burgos, pero ante la negativa de los patrones del convento a autorizar las obras de construcción de una nueva capilla que albergara sus restos, en 1672 fue trasladado a la capilla mayor del monasterio de San Bernardo. 
Sus títulos nobiliarios pasaron a su sobrino Luis de Riaño y Meneses, hijo de su hermano mayor.